# Aneura bipinnata
Aneura bipinnata là một loài rêu trong họ Aneuraceae. Loài này được Sw. Nees mô tả khoa học đầu tiên năm 1846.